# Copa Mercosul
A Copa Mercosul (espanhol: Copa Mercosur) foi uma competição oficial organizada pela Conmebol de 1998 a 2001.
Foi a segunda competição mais importante da América do Sul, disputada apenas por clubes dos países-membros plenos do Mercado Comum do Sul (Mercosul), que eram Brasil, Argentina, Paraguai e Uruguai, além do associado Chile. Os clubes dos outros países da CONMEBOL participavam da também extinta Copa Merconorte.
Em 2002, deixou de ser jogada, quando a Copa Sul-Americana ocupou o posto de torneio secundário da Conmebol.

## Histórico

### Bastidores

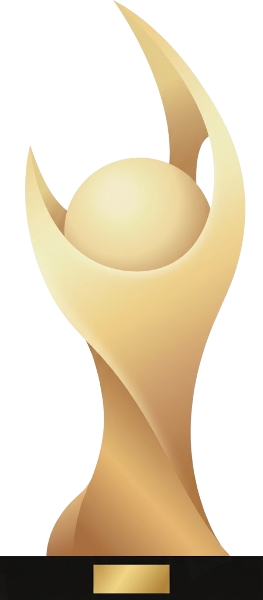
Troféu da competição.

A Traffic, empresa especializada em marketing esportivo, era a patrocinadora da competição. Visando qualidade e público, foram convidados clubes tradicionais e de expressivas torcidas de Brasil, Argentina, Chile, Paraguai e Uruguai, convocados sem obedecer critérios técnicos ou classificatórios, mas com histórico de glórias ao menos em nível nacional. Para atrair os clubes a participar, foram oferecidos ótimos prêmios e, correspondendo a expectativa, o torneio demonstrou-se um êxito.
Possuía como fundadores, portanto, os times de maior torcida. Kléber Leite, presidente do Flamengo, afirmou certa vez que o campeão brasileiro sempre receberia vaga, talvez no lugar de Grêmio ou Cruzeiro, a depender do que tivesse a pior campanha.
Corinthians, Cruzeiro, Flamengo, Palmeiras, São Paulo e Vasco jogaram todas as edições. O Grêmio jogou três edições, cedendo espaço em 2000 para o Atlético Mineiro, então vice nacional.
O SBT transmitiu o primeiro ano e a Bandeirantes os demais, além da TV Globo, que mostrou as duas últimas edições. 
O certame ofuscou as edições de 1998 e 1999 da Copa CONMEBOL, em especial na edição de 1999, que teve times de menor expressão em razão da escolha dos grandes times pela Mercosul e Merconorte.
A Conmebol deu fim a Copa Mercosul junto com a Copa Merconorte, substituídas pela Copa Sul-Americana, em 2002. Era considera de melhor nível técnico que a Copa CONMEBOL e superior financeiramente a Supercopa Libertadores.
O último campeão da Mercosul, o San Lorenzo, receberia vaga na nunca efetivada Copa Pan-Americana (que deveria ser estreada em 2002), recebendo na primeira edição da Sul-Americana.

### Dentro de campo
O Palmeiras foi o time com mais finais (3), não disputando apenas a última, tendo enfrentado 3 equipes compatriotas; logo depois, o Flamengo (2 finais). O argentino San Lorenzo foi o único finalista e campeão não brasileiro, na competição que teve 4 vencedores. 
O lateral-direito Arce, do Palmeiras, marcou gols em todas as finalíssimas disputadas pela equipe brasileira (dois em 1999), tendo feito o gol do título em 1998. O tento consagrador do ano seguinte foi feito pelo flamenguista Leandro Coelho Cardoso, o Lê. Destaque também para Romário, campeão e artilheiro na mesma edição duas vezes seguidas e por times diferentes, os rivais Flamengo e Vasco, tendo feito 3 gols (1º, 2º e 4º) na histórica virada de 2000.
O time cruz-maltino, fora de casa, perdia por 3 a 0 até os 14 minutos do segundo tempo, mas acabou ganhando por 4 a 3, e com um jogador a menos depois da expulsão do zagueiro Júnior Baiano. Esta, aos 32 minutos da segunda etapa, quando o placar estava em 3 a 2 para o Palmeiras.
A maior goleada foi Palmeiras 7 x 0 Racing (1999).

## Formato
Vinte times jogavam no torneio. Os times eram divididos em cinco grupos de quatro times cada. As partidas eram realizadas em turno e returno. Os vencedores de grupo e os melhores três segundos colocados classificavam-se. As quartas-de-final e as semifinais eram jogadas em ida-e-volta e quem somasse mais gols passava. O critério do gol fora de casa era usado apenas se não houvesse duplo empate; havendo, ia-se aos penais. Na final, caso cada finalista vencesse um jogo, independentemente do somatório, seria realizada uma partida desempate. Em caso de duplo empate, cobrança de pênaltis.
A terceira partida decisiva ocorreu em 1998 e 2000, sendo que, ambas vezes, o time com maior agregado nas duas primeiras, curiosamente, se saiu campeão. Em 1999 e 2001, a final foi disputada em apenas duas partidas, sendo que na última ocorreram as penalidades, dado que os dois jogos terminarem em empate.

## Títulos
Por clube                                                                                                                                                                                                             
| Clube            | Títulos  | Vice-campeonatos | Semifinais      |
| ---------------- | -------- | ---------------- | --------------- |
| Palmeiras        | 1 (1998) | 2 (1999 e 2000)  | -               |
| Flamengo         | 1 (1999) | 1 (2001)         | -               |
| San Lorenzo      | 1 (2001) | -                | 2 (1998 e 1999) |
| Vasco da Gama    | 1 (2000) | -                | -               |
| Cruzeiro         | -        | 1 (1998)         | -               |
| Atlético Mineiro | -        | -                | 1 (2000)        |
| Corinthians      | -        | -                | 1 (2001)        |
| Grêmio           | -        | -                | 1 (2001)        |
| Olimpia          | -        | -                | 1 (1998)        |
| Peñarol          | -        | -                | 1 (1999)        |
| River Plate      | -        | -                | 1 (2000)        |

## Artilharia
1998: 06 gols - Alex (Palmeiras) e Fabio Júnior (Cruzeiro)
1999: 08 gols - Romário (Flamengo)
2000: 11 gols - Romário (Vasco da Gama)
2001: 10 gols - Bernardo Romeo (San Lorenzo)